# مطبخ كولومبي
المطبخ الكولومبي يتميز بتنوعه وذلك بسبب تنوع المقادير التي توفرها الطبيعة في كولومبيا باعتبار أنها تحتوي على عدة مناطق بمناخ وارتفاعات مختلفة.

## الأطباق الوطنية

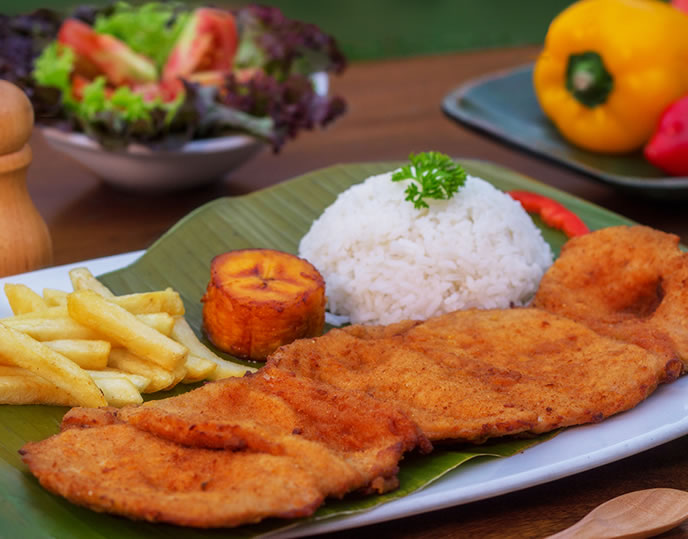
طبق البانديخا بايسا

المطبخ الكولومبي هو مستوحى بالأساس من المطابخ الأوروبية بالأضافة إلى تأثير من المطابخ الأفريقية مع بعض وجود وتطوير بعض الأطباق التي كان يعدها السكان الأصليون.
و يعتبر طبقا التامال والأريبا من أشهر الأطباق المحلية في كولومبيا. 

كما يتفنن الكولومبيون في اعداد أطباق السانكوتشو والأجياكو وشوربة الموندونغو وال بانديخا بايسا. 

كما ان الفريتانغا طبق شائع في كل مناطق البلاد وهو شبيه بالباربكيو.

## الأطباق المحلية
يعتبر الأجياكو طبقا رسميا في منطقة بوغوتا وهو عبارة عن حساء مصنوع من الدجاج والذرة والبيض والبطاطس وثمار الأفوكادو والغواسكاس مع بعض الأعشاب المحلية. ومن عادة الكولومبيين تزيين هذا الحساء ببعض الكبَار والكريمة.

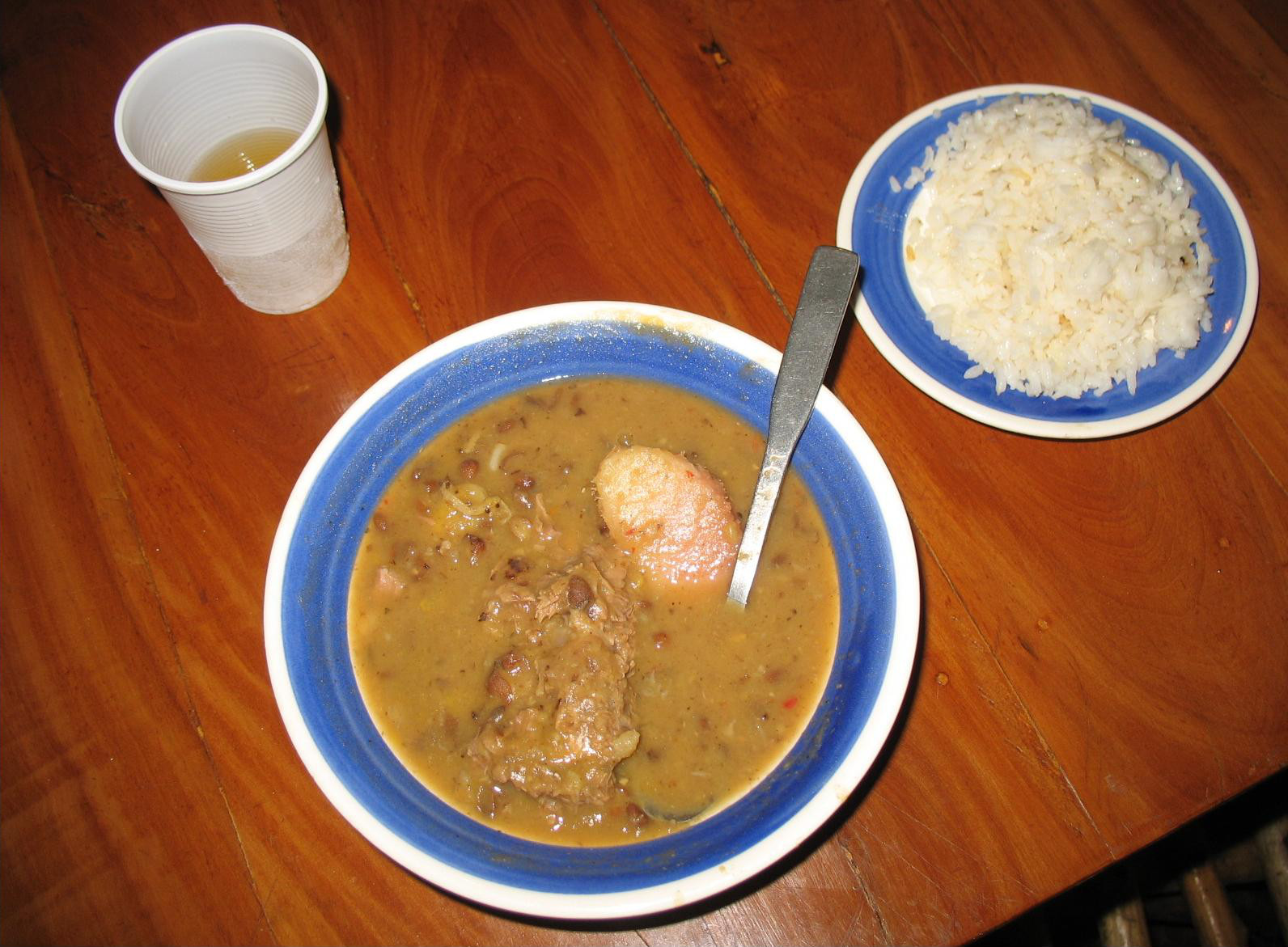
[[Sopa de guandú con carne |
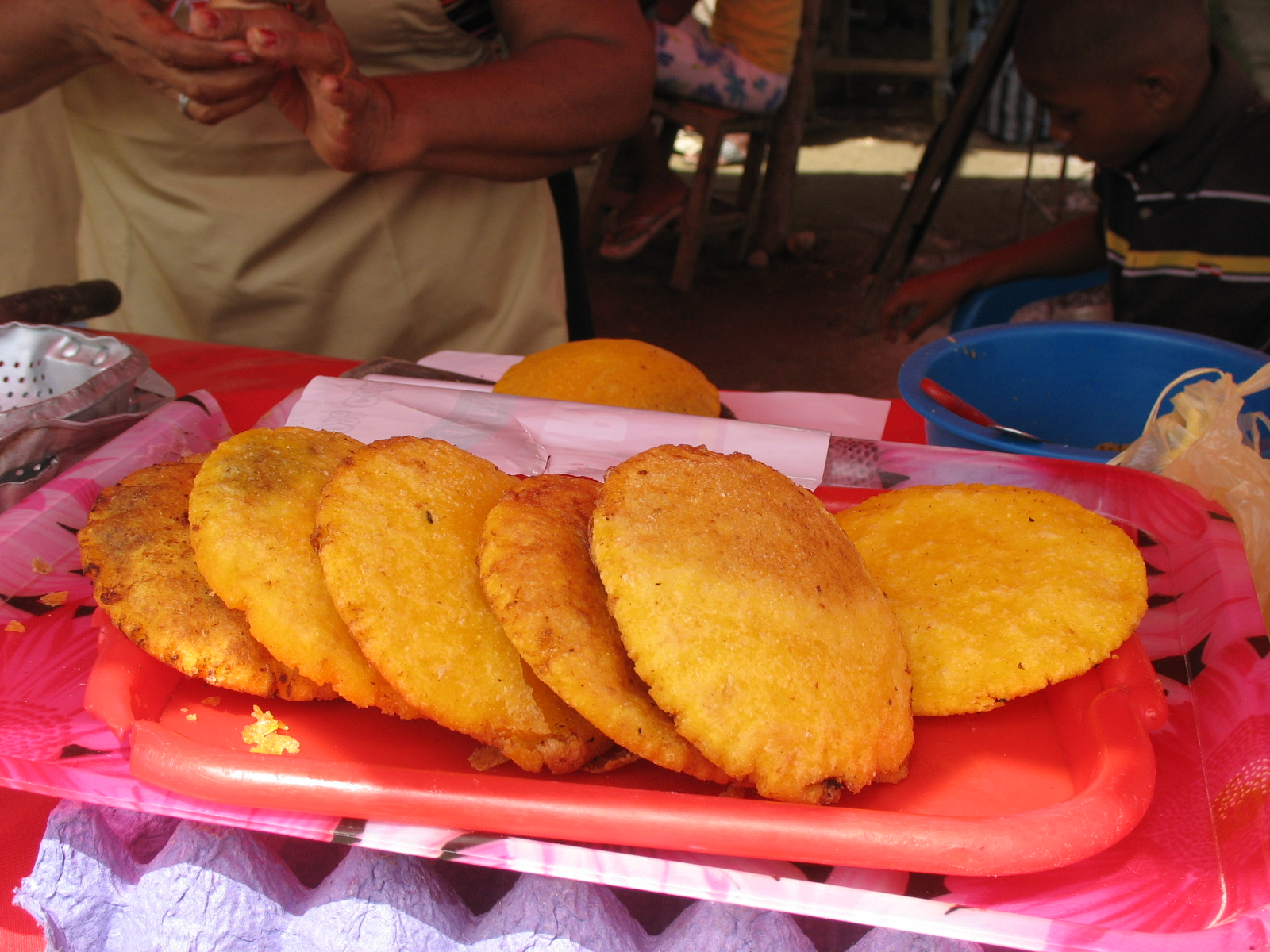
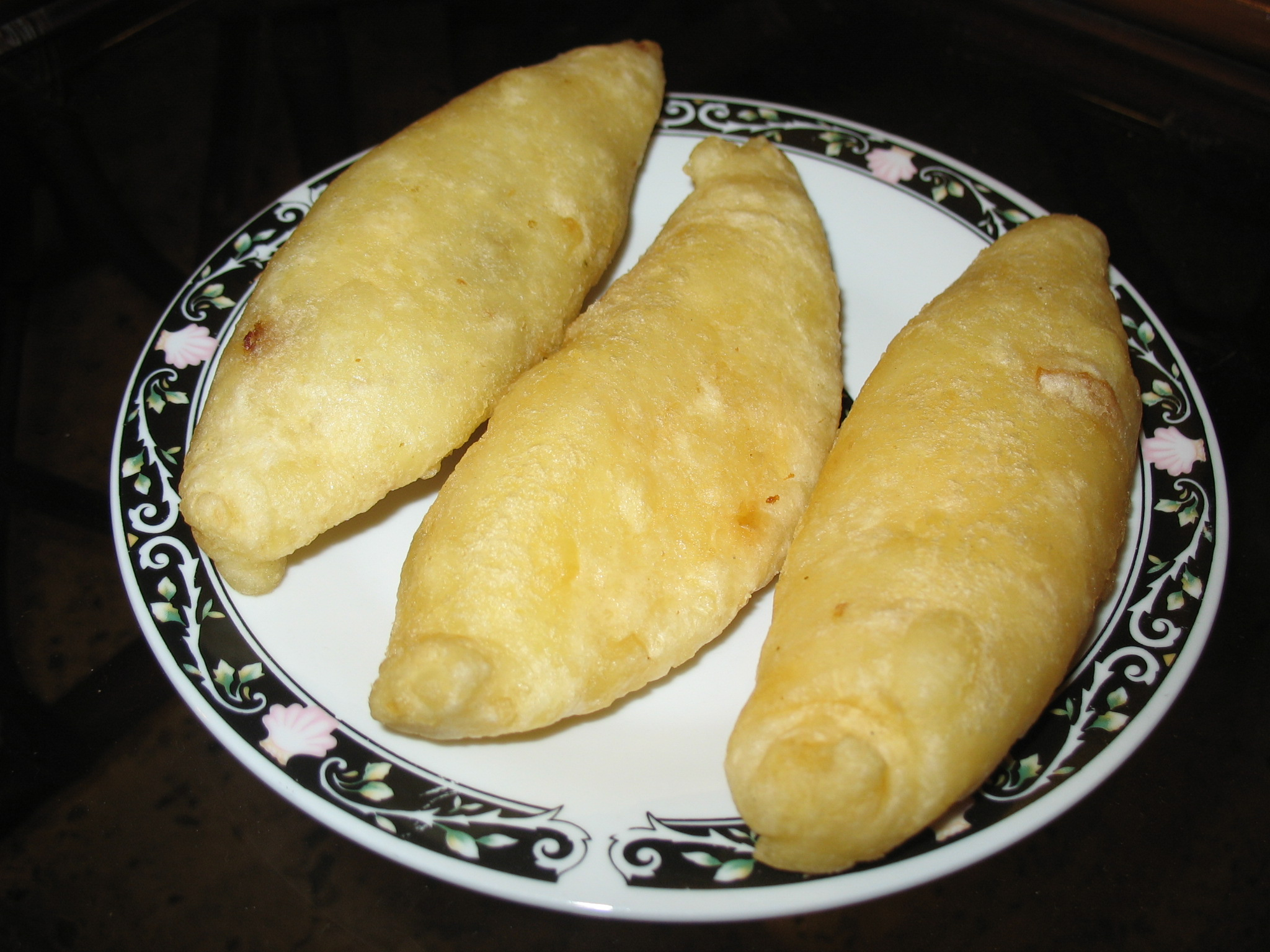
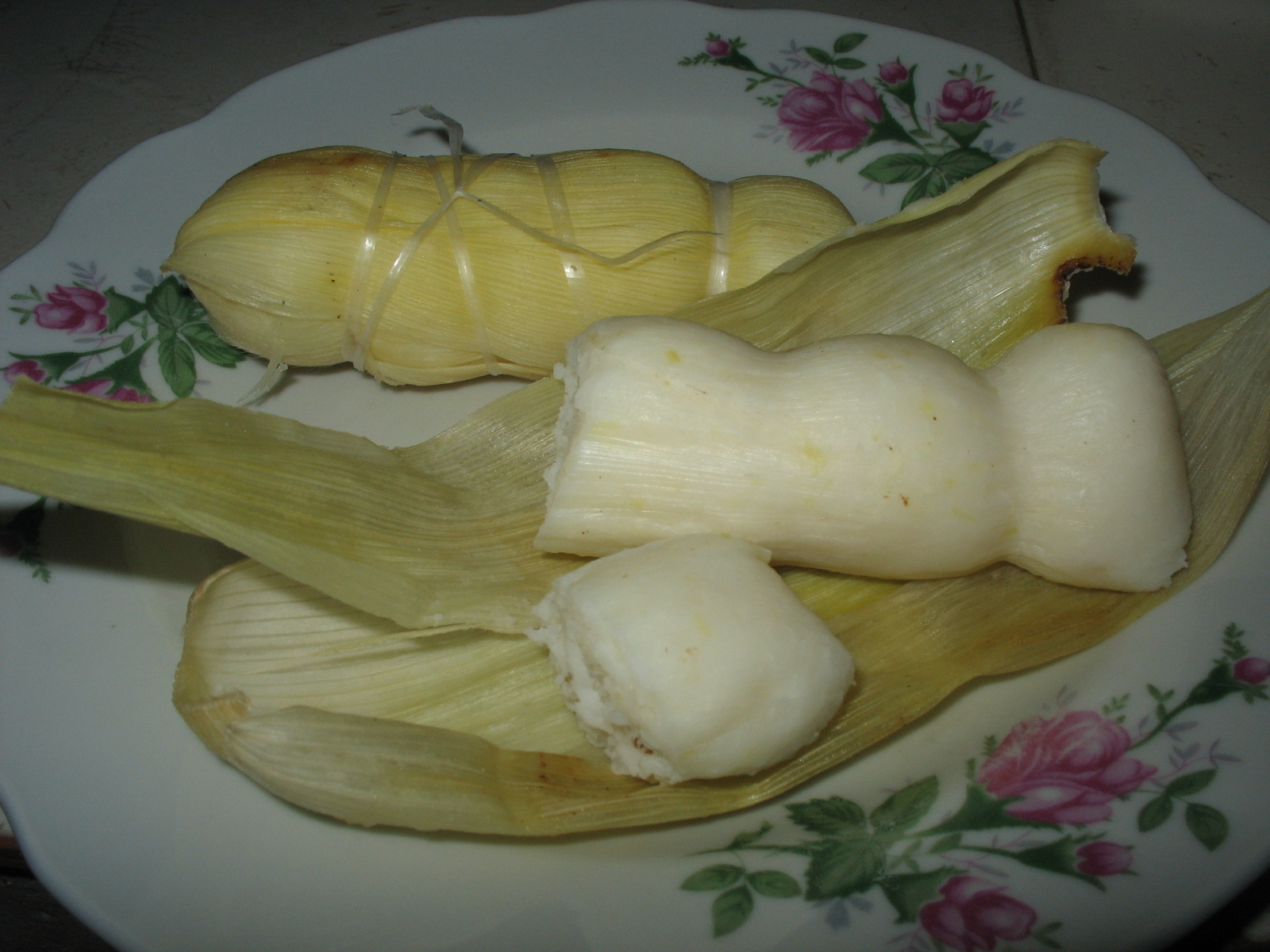
[[Bollo (envuelto)|